# 1985 في البرازيل
فيما يلي قوائم الأحداث التي وقعت خلال عام 1985 في البرازيل.

## سياسة

### تعيين في المنصب
- 15 مارس – جوسيه سارني رئيس البرازيل، نائب رئيس البرازيل [الإنجليزية]‏.

### انتهاء فترة المنصب
- 21 أبريل – جوسيه سارني نائب رئيس البرازيل [الإنجليزية]‏.

## رياضة
- 7 أبريل – جائزة البرازيل الكبرى 1985 الفائز ألن بروست.

## أفلام
من الأفلام التي صدرت هذه السنة في البرازيل:
- 1 يناير – قبلة المرأة العنكبوت من إخراج Héctor Babenco [الإنجليزية]‏.

## مواليد

### يناير
- 1 يناير – تياغو سبليتر لاعب كرة سلة برازيلي.
- 1 يناير – رافائيل باستوس لاعب كرة قدم برازيلي.
- 4 يناير – تياغو كويرينو لاعب كرة قدم برازيلي.
- 4 يناير – ريفر هومبيرتو ألفيس أروجو لاعب كرة قدم برازيلي.
- 4 يناير – ليوناردو كيرش لاعب كرة مضرب برازيلي.
- 7 يناير – روجر رودريغيز دا سيلفا لاعب كرة قدم برازيلي.
- 9 يناير – بوبو لاعب كرة قدم برازيلي.
- 18 يناير – رافاييل كروز لاعب كرة قدم برازيلي.
- 19 يناير – بيني فيلهابر لاعب كرة قدم برازيلي.
- 24 يناير – رينان بريتو سواريس لاعب كرة قدم برازيلي.
- 29 يناير – فاجنر لاعب كرة قدم برازيلي.
- 29 يناير – فيليبي إل ديبس لاعب شطرنج برازيلي.
- 31 يناير – توليو دي ميلو لاعب كرة قدم برازيلي.

### فبراير
- 12 فبراير – لياندرو مونتانا دا سيلفا لاعب كرة قدم برازيلي.
- 12 فبراير – ماتيوس فيراز لاعب كرة قدم برازيلي.
- 15 فبراير – أندريه لويز رودريغيز لوبيز لاعب كرة قدم برازيلي.
- 15 فبراير – رافاييل أباريسيدو إرياصبو لاعب ومدرب كرة قدم برازيلي.
- 22 فبراير – جواو باولو لاعب كرة قدم برازيلي.
- 27 فبراير – تياجو نيفيز لاعب كرة قدم برازيلي.
- 28 فبراير – دييغو ريباس لاعب كرة قدم برازيلي.

### مارس
- 7 مارس – ليوناردو روتشا لاعب كرة قدم برازيلي.
- 10 مارس – أليكس سيلفا لاعب كرة قدم برازيلي.
- 12 مايو – مارسيلو توسكانو لاعب كرة قدم برازيلي.
- 18 مارس – آنا بياتريس سائقة سيارة سباق برازيلية.
- 20 مارس – أليكس هنريكي جوزيه لاعب كرة قدم برازيلي.
- 21 مارس – ولسن رودريغيز فونسيكا لاعب كرة قدم برازيلي.
- 28 مارس – رافاييل كايتانو دي أراوجو لاعب كرة قدم برازيلي.
- 29 مارس – رينان تيكسيرا لاعب كرة قدم برازيلي.

### أبريل
- 10 أبريل – روبيرت بيريرا دا سيلفا لاعب كرة قدم برازيلي.
- 20 أبريل – فيليبي فيليكس لاعب كرة قدم برازيلي.

### مايو
- 4 مايو – فرناندينيو لاعب كرة قدم برازيلي.
- 4 مايو – فيليبي ريبيرو لاعب كرة يد برازيلي.
- 5 مايو – ريكاردو هوسيفار لاعب كرة مضرب برازيلي.
- 7 مايو – رونان كاريلينو فالكياو لاعب كرة قدم برازيلي.
- 10 مايو – دييغو تارديلي لاعب كرة قدم برازيلي.
- 12 مايو – مارسيلو توسكانو لاعب كرة قدم برازيلي.
- 15 مايو – كرستياني روزييرا لاعبة كرة قدم برازيلية.
- 16 مايو – أنريك باتشيكو ليما لاعب كرة قدم برازيلي.
- 16 مايو – إلياس لاعب كرة قدم برازيلي.
- 18 مايو – دوغلاس ماركيز دوس سانتوس لاعب كرة قدم برازيلي.
- 24 مايو – فابيو لوبيز لاعب كرة قدم برازيلي.
- 29 مايو – أندرسون هيرنانيس لاعب كرة قدم برازيلي.

### يونيو
- 17 يونيو – دييغو سوزا لاعب كرة قدم برازيلي.
- 17 يونيو – رافائيل سوبيس لاعب كرة قدم برازيلي.
- 24 يونيو – دييغو ألفيس لاعب كرة قدم برازيلي.

### يوليو
- 1 يوليو – أدريانو ألفيس دوس سانتوس لاعب كرة قدم برازيلي.
- 5 يوليو – لويز كارلوس لاعب كرة قدم برازيلي.
- 7 يوليو – غوستافو سالغيرو دي ألميدا كوريا لاعب كرة قدم برازيلي.
- 12 يوليو – باولو فيتور باريتو دي سوزا لاعب كرة قدم برازيلي.
- 31 يوليو – ماركوس دانيلو باديليا لاعب كرة قدم برازيلي.

### أغسطس
- 1 أغسطس – ألتن رودريغز برانداو لاعب كرة قدم برازيلي.
- 9 أغسطس – فيليبي لويس لاعب كرة قدم برازيلي.
- 9 أغسطس – كليو غابرييل كوردوفا لاعب كرة قدم برازيلي.
- 16 أغسطس – نيتو لاعب كرة قدم برازيلي.

### سبتمبر
- 7 سبتمبر – رافينيا لاعب كرة قدم برازيلي.
- 16 سبتمبر – فابيو سانتوس لاعب كرة قدم برازيلي.
- 21 سبتمبر – بيدرو غيروميل لاعب كرة قدم برازيلي.

### أكتوبر
- 7 أكتوبر – أديلسون بيريرا دي ميلو لاعب كرة قدم برازيلي.
- 14 أكتوبر – ألكساندر نيغرايو سائق سيارة سباق برازيلي.
- 14 أكتوبر – ديغاو لاعب كرة قدم برازيلي.
- 29 أكتوبر – أنتونيو كارلوس دا سيلفا نيتو لاعب كرة قدم برازيلي.

### نوفمبر
- 17 نوفمبر – إدفاردو هرموزا لاعب كرة قدم برازيلي.

### ديسمبر
- 3 ديسمبر – لياندرو رودريغيز دا سيلفا لاعب كرة قدم برازيلي.
- 4 ديسمبر – جورجي بيريرا دا سيلفا لاعب كرة قدم برازيلي.
- 4 ديسمبر – رودريغو بونيفاسيو دا روشا لاعب كرة قدم برازيلي.
- 5 ديسمبر – إيريك بيريرا لاعب كرة قدم برازيلي.
- 6 ديسمبر – فيليبي غابرييل لاعب كرة قدم برازيلي.
- 9 ديسمبر – إديسون لويز دوس سانتوس لاعب كرة قدم برازيلي.
- 11 ديسمبر – أريسلينيس دا سيلفا لاعب كرة قدم برازيلي.
- 12 ديسمبر – دومينغوس ناسيمنتو دوس سانتوس فيلهو لاعب كرة قدم برازيلي.
- 12 ديسمبر – ليوزينيو لاعب كرة قدم برازيلي.
- 15 ديسمبر – عدي روتشا لاعب كرة قدم برازيلي.
- 19 ديسمبر – روبرتو سيزار لاعب كرة قدم برازيلي.
- 20 ديسمبر – جواو لويز راميريز فييرا لاعب كرة قدم برازيلي.
- 24 ديسمبر – ليون سيلفا لاعب كرة قدم برازيلي.

## وفيات

### أبريل
- 3 أبريل – أوريكو (مواليد 1932) لاعب كرة قدم برازيلي.
- 21 أبريل – تانكريدو نيفيس (مواليد 1910) سياسي برازيلي.

### أكتوبر
- 9 أكتوبر – إميليو غاراستازو ميديسي (مواليد 1905) سياسي برازيلي.